# Nemuro
Nemuro (japanska: 根室市 ?, Nemuro-shi) är en stad i Hokkaidō prefektur i Japan. Staden fick stadsrättigheter 1957. Det är den enda staden i Nemuro subprefektur. Japans östligaste punkt, Nosappu-misaki, liksom Japans östligaste järnvägsstation, Higashi-Nemuro, ligger i Nemuro.

## Galleri

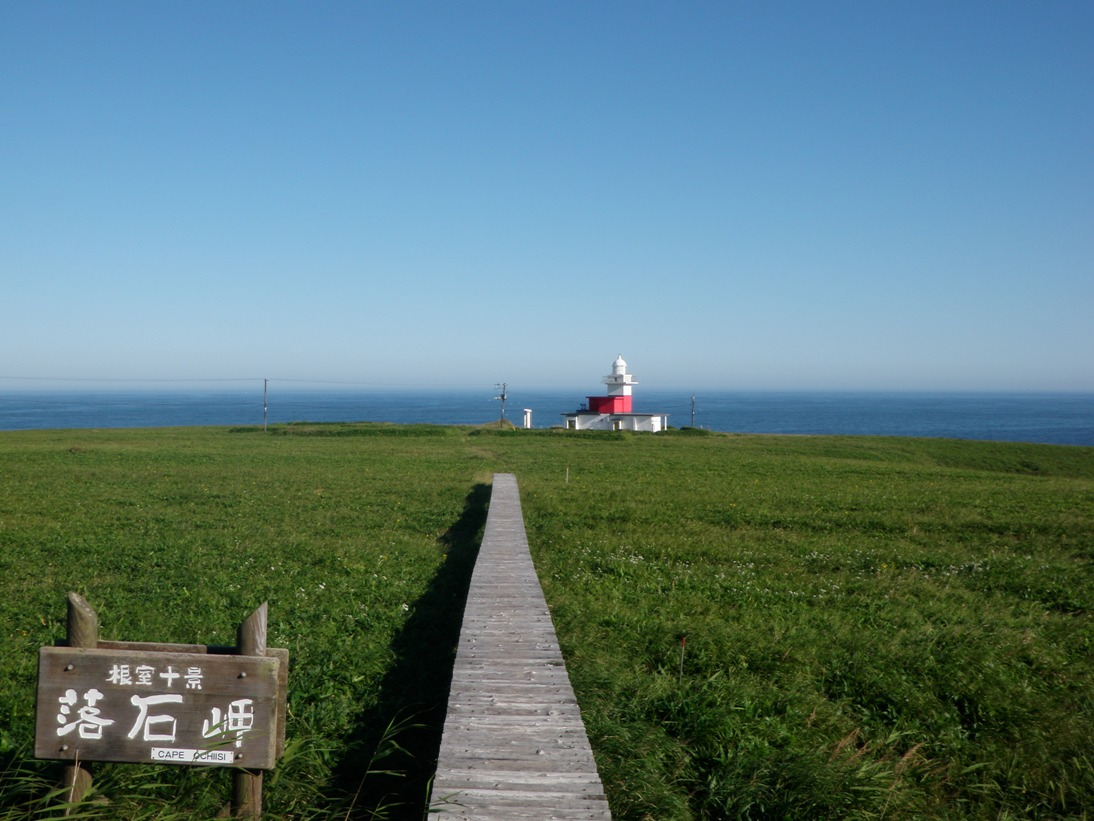
Ochiishi-udden
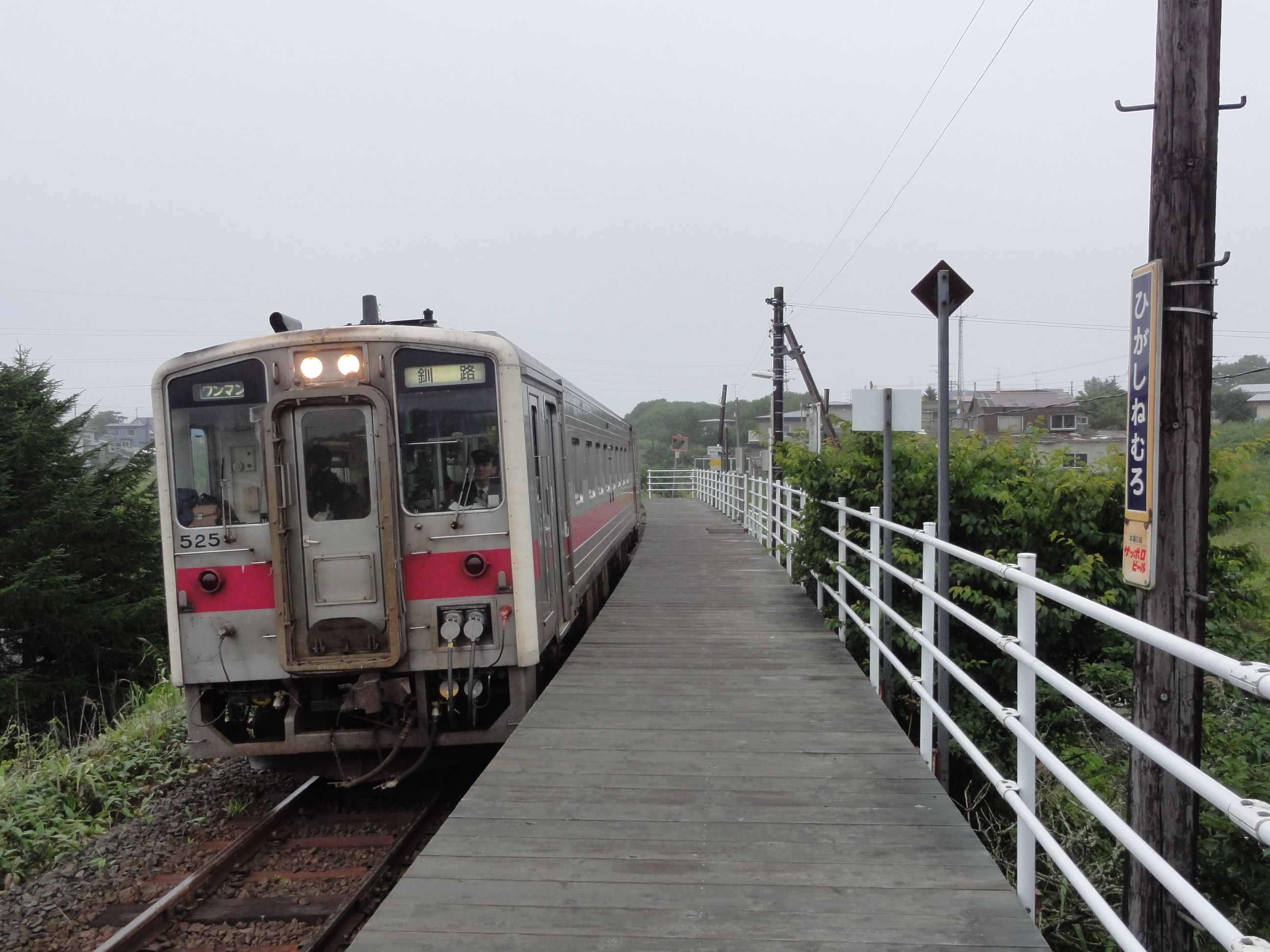
Higashi-Nemuro
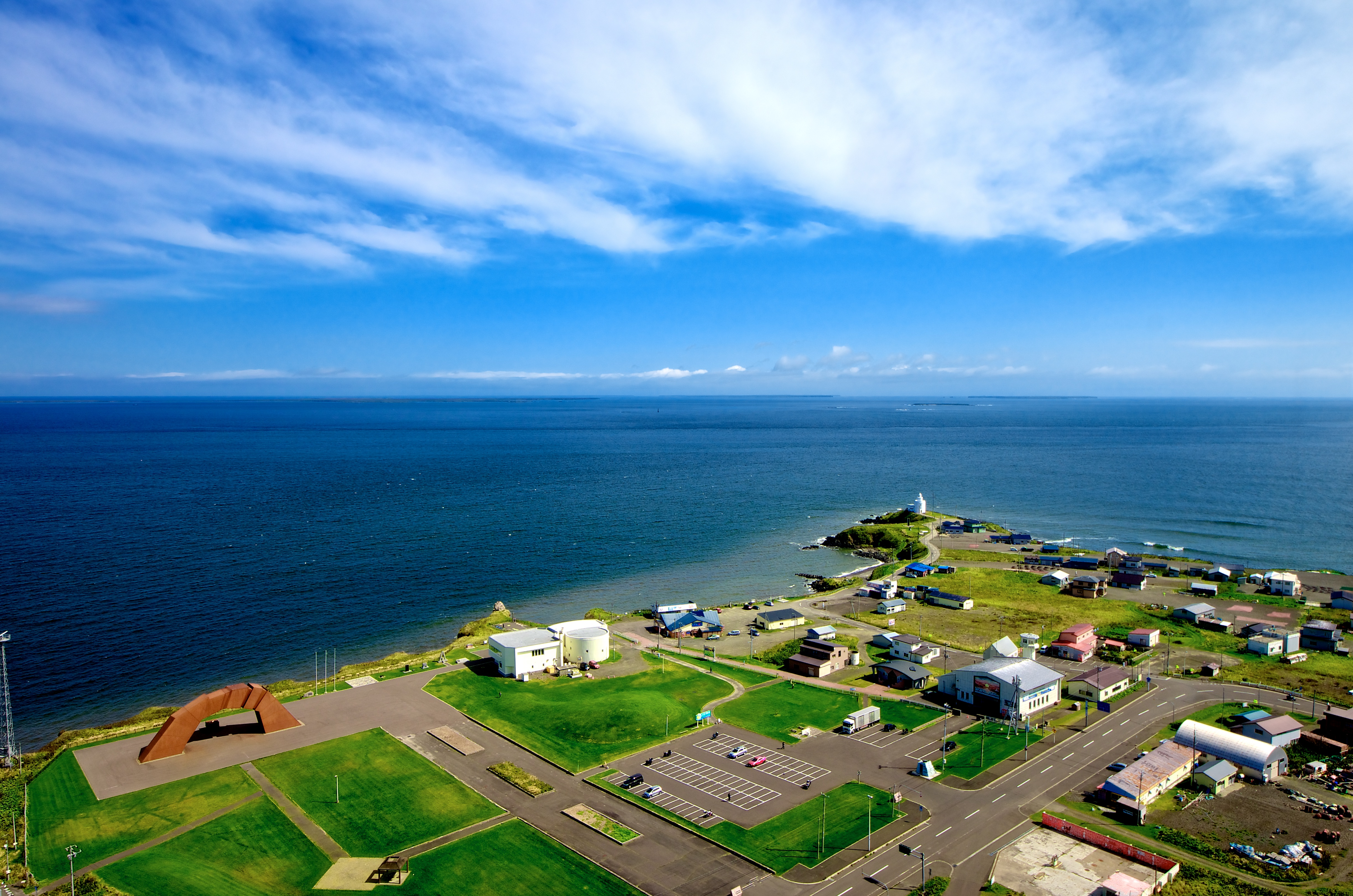
Nosappu